# Louis-Philippe de Saint-Albin
Louis-Philippe de Saint-Albin (Saint-Maurice, 7 de julio de 1761-Saint-Aquilin de Pacy, 13 de junio de 1829) fue un noble y eclesiástico francés conocido por ser hijo extramatrimonial del príncipe Luis Felipe I, duque de Orleans.

## Biografía
Fue hijo de la relación extramatrimonial mantenida por Luis Felipe I, duque de Orleans y la bailarina Etiennete Le Marquis (1737-1806), conocida como Mademoiselle Le Marquise. La pareja tendría además, otros dos hijos:
- Louis-Étienne de Saint-Farre (1759-1825), Abad comanditario de Notre-Dame de Livry
- Marie Etienette Perrine d'Auvilliers (1761-1820) hermana gemela de Louis-Philippe, casada el 17 de marzo de 1778 con el conde Francois de Brossard (1739-1810), caballerizo de su padre, Luis Felipe I, duque de Orleans.[2]

Fueron sus padrinos de bautismo: René Michel Péan y Marie Barbe Bricourt.
Desde su nacimiento sería conocido con el apellido de Saint-Albin, ya utilizado anteriormente por otro bastardo de la casa de Orleans (su tío abuelo): Charles de Saint-Albin que llegaría a ser arzobispo de Cambrai. A petición de su padre y junto con su hermano mayor, siguió estudios eclesiásticos en el Seminario de Saint-Magloire regentado por los padres del Oratorio en París. En este seminario sería educado para eclesiástico y en la misma época, un hijo ilegítimo de Luis XV, Louis Aimé de Bourbon.

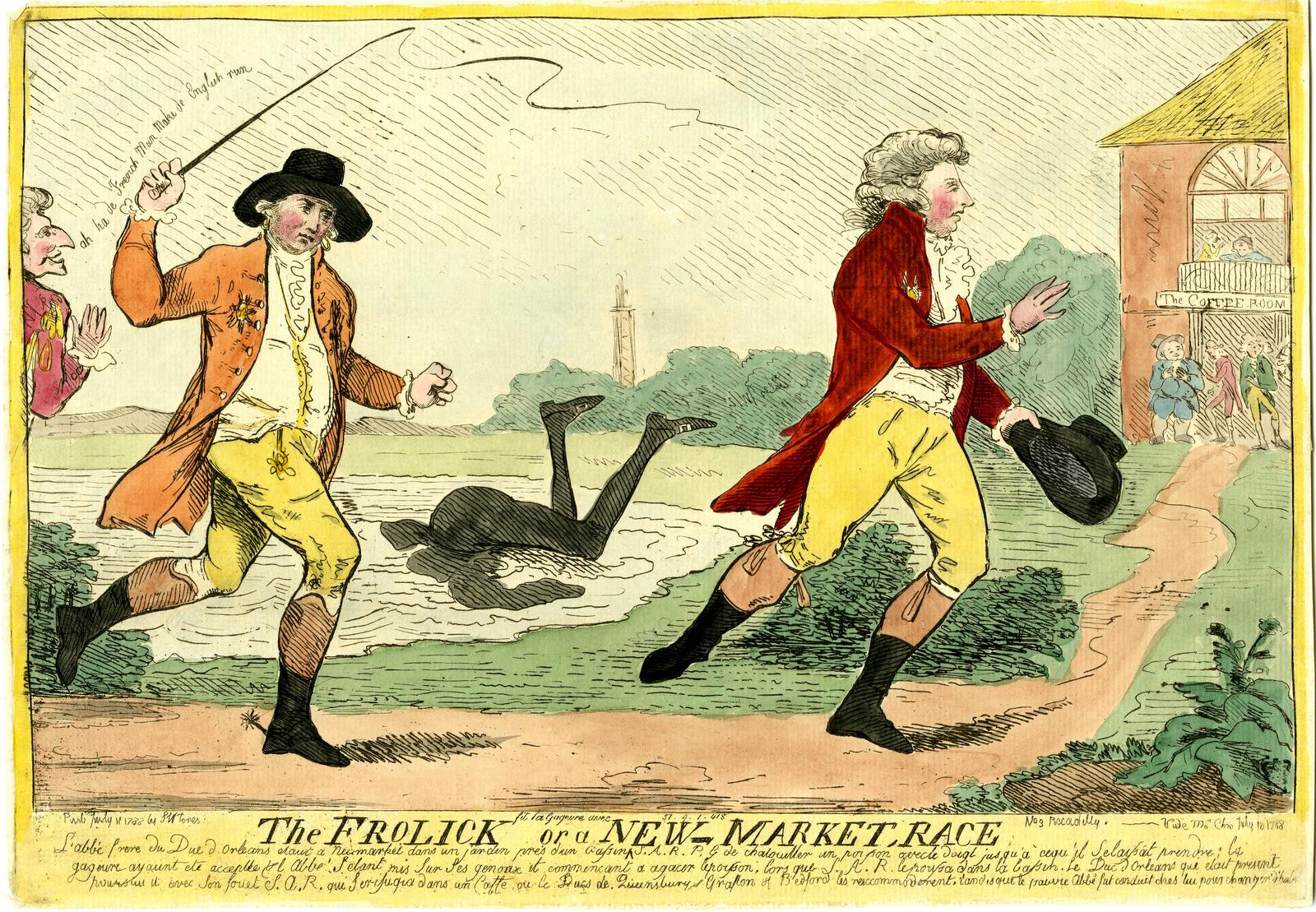
Caricatura inglesa de 1788 en que se muestra a Louis-Philippe (en el estanque viéndosele medio cuerpo) como víctima de una broma gastada por Jorge, entonces príncipe de Gales, que en la imagen es perseguido por Luis Felipe, medio hermano de Louis Philippe.

En 1784, tras ser reconocido por su padre como hijo ilegítimo, sería presentado a Luis XVI y el resto de la familia real francesa (parte del conjunto de privilegios conocidos como honneurs de la cour), incluyendo la presentación formal a sus medio hermanos legítimos. En 1785, durante la enfermedad y muerte de su padre, este sería cuidado tanto por Louis-Philippe como por el resto de sus hijos ilegítimos, hermanos de este.Hacia 1788 se encontraba con su hermano en Londres, siendo objeto de una broma pesada que le gastó Jorge, príncipe de Gales (después Jorge IV) y, que según una caricatura de la época, hizo que su hermano el duque de Orléans, Luis Felipe II, persiguiera al príncipe de Gales. 
En 1800 se encontraba junto a su hermano en Hamburgo.De vuelta en Francia, en 1807 comprará el castillo de Buisson de May, en Saint Aquilin de Pacy (actualmente integrado en  Pacy-sur-Eure). Louis-Philippe sería nombrado sucesivamente alcalde de Saint-Aquilin-de-Pacy, y de Pacy-sur-Eure.Hacia 1812 fue miembro honorario de la Sociedad de Ciencias de París (en francés, Société académique des sciences de Paris).Llegó a ser elegido primer vicepresidente de esta sociedad erudita en 1817, 1822 y 1824.
En octubre de 1824 fue recibido por Carlos X, que había accedido al trono el 16 de septiembre de ese año. El año siguiente, Louis-Philippe fue nombrado caballero de la Orden de Malta.

Fue enterrado en el cementerio de Pére-Lachaise (división 28), al lado de su hermano Louis-Étienne que había muerto en 1825. Su tumba presenta un obelisco en el que se lee la siguiente inscripción:
Ici repose, Mr Louis Philippe, abbé, comte de SAINT ALBIN, chevalier, de l’ordre, de Saint Jean, de Jérusalem, fils naturel de feu S. A. R. Mgr Louis Philippe, duc d’Orléans, premier prince du sang, décédé au château, du Buisson de May, près Pacy-sur-Eure, le 13 juin 1829, âgé de 68 ans. Pleuré et regretté, par sa famille, et par ses amis. Requiescat in pace.
(En español:
Aquí yace M. Louis Philippe, abate, Conde de Saint Albin, Caballero de la Orden de San Juan de Jerusalén, hijo natural del difunto S. A. R. Mons[eñor]. Luis Felipe, duque de Orléans, primer príncipe de sangre, fallecido en el castillo de Buisson de May, cerca de Pacy-sur-Eure, el 13 de junio de 1829, a la edad de 68 años y medio. Llorado y lamentado por su familia y amigos. Descanse en paz.)

### Individuales
1. ↑  Bever, Ad. van; Boissy, Gabriel (1892¿). «Un journal historique inédit de Charles Collé (1761-1762)». La Revue hebdomadaire: romans, histoire, voyages (en francés): 466.
2. ↑  «François Constantin.0 de Brossard». Base Roglo (en francés). Consultado el 16 de noviembre de 2023.
3. ↑  La diffusion du savoir de 1610 à nos jours ; Questions diverses (en francés). Ministère de l'éducation nationale, Comité des travaux historiques et scientifiques. 1983. p. 100. ISBN 978-2-7355-0005-5. Consultado el 21 de noviembre de 2023.
4. ↑  Welvert, Eugène (Marzo-abril de 1908). «Lakanal a-t-il eté pretre?». La Correspondance historique et archéologique (en francés): 66.
5. ↑  Bois de Beauchesne, Alcide Hyacinthe de (1869). La Vie de Madame Elisabeth, sœur de Louis XVI. Ouvrage enrichi de deux portraits gravés ... sous la direction de M. Henriquel Dupont par Morse et E. Rousseau, de fac-simile d'autographes et de plans, et précédé d'une lettre de Mgr. Dupanloup, Evêque d'Orléans (en francés). pp. 238-239. Consultado el 21 de noviembre de 2023.
6. ↑  Neuilly, Ange Achille Charles comte de (1865). Dix années d'émigration: Souvenirs et correspondance du comte de Neuilly (en francés). C. Douniol. p. 327. Consultado el 21 de noviembre de 2023.
7. ↑  Évreux, Société Libre d'agriculture, Sciences, Arts et Belles-Lettres de l'Eure (1822). Bulletin (en francés). Ancelle fils. Consultado el 21 de noviembre de 2023.
8. ↑  «Paris, 9 septembre. - Durant sa séance du 3 de ce mois ...». Journal de Paris (en francés) (252). 9 de septiembre de 1814. p. 2.
9. ↑  «Membres». Membres. Consultado el 22 de noviembre de 2023.
10. ↑  «Paris, le 10 octobre. Hier, avant le dejeuner...». Le Drapeau Blanc (en francés) (284). 10 de octubre de 1824. p. 2.
11. ↑  Roque, Louis de La (1891). Catalogue des chevaliers de Malte appelés successivement Chevaliers de l'ordre militaire et hospitalier de Saint-Jean de Jérusalem, de Rhodes et de Malte: 1099-1890 (en francés). A. Desaide. p. 294. Consultado el 21 de noviembre de 2023.
12. ↑  APPL (27 de abril de 2021). «SAINT-FARRE Louis Etienne, comte de (1759-1825)». Amis et Passionnés du Père Lachaise (APPL) (en francés). Consultado el 16 de noviembre de 2023.
13. ↑  APPL (13 de enero de 2007). «SAINT-ALBIN Louis Philippe, comte de (1781-1829)». Amis et Passionnés du Père Lachaise (APPL) (en francés). Consultado el 16 de noviembre de 2023.